# 沙坑 (新竹縣)
沙坑，是臺灣新竹縣橫山鄉的一個傳統地域名稱，位於該鄉北部。相較於今日行政區，其範圍大致為沙坑村中南部。

## 歷史
台灣清治末期至日治初期，沙坑地區為一街庄，稱為「沙坑庄」，隸屬於竹北一堡。該庄東北與大平地庄為鄰，東南與八十份庄為鄰，西南邊為十份藔庄，西北邊為鹿藔坑庄。
1901年（日治明治三十四年）11月，全台廢縣廳改設二十廳，該庄隸屬於新竹廳。1909年（明治四十二年）10月，合併二十廳為十二廳，該庄隸屬不變。1920年（大正九年），廢十二廳改設五州二廳，該庄改制為「沙坑」大字，隸屬於新竹州竹東郡橫山庄。
戰後橫山庄改制為橫山鄉，隸屬於新竹縣，大字亦改制為村。1950年桃、竹、苗分治，橫山鄉隸屬不變。

## 交通
省道台3線俗稱「內山公路」，是台北至屏東的內陸縱貫幹道，大致以縱向轉東北東—西南西走向蜿蜒經過沙坑地區中部偏東南地帶，向北可前往關西、龍潭、大溪、三峽等地，向南轉西可前往橫山市區（九讚頭）、下公館、北埔、峨眉等地。
鄉道竹26線（沙坑農路）是石碧潭至大平地的道路，大致以橫向轉西南—東北走向再轉橫向蜿蜒經過本地區西北部，向西轉西南可前往鹿寮坑、石碧潭（石壁潭）並止於縣道123號路口，向東可前往大平地並止於省道台3線路口。
鄉道竹30線是十六張至沙坑的道路，其南側端點位於沙坑國小旁省道台3線路口。由此向東經八十分轉北再轉西可前往石門、老社寮、十六張並止於東光國小前省道台3線路口。

## 學校
- 沙坑國小